# 坂出送電塔倒壊事件
坂出送電塔倒壊事件（さかいでそうでんとうとうかいじけん）は、1998年2月に香川県坂出市で何者かが四国電力の送電鉄塔を倒壊させた器物損壊事件である。

## 事件概要
1998年2月20日13時18分、香川県坂出市坂出町の聖通寺山北側斜面に位置する四国電力讃岐坂出線14号鉄塔が突然根元から折れて、山側に倒壊した。この鉄塔は坂出発電所から讃岐変電所へ送電する高さ73mの鉄塔である。

## 被害
けが人はいなかったものの、周辺世帯約1万7000戸が停電し、番の州臨海工業団地などで操業する各事業所が操業停止に至ったほか、信号機約60基も停止した。四国ガスは香川県内3市の都市ガス供給について、番の州臨海工業団地の三菱化学から供給を受けていたため、高松市などの広い範囲で約9000戸のガス供給も停止した。
坂出発電所では事故を感知した発電機3機が自動停止し、事故後46時間にわたって発電不能になったほか、コスモ石油や三菱化学など5社の操業も停止した。完全復旧までに1週間かかった事業所もあった。
この鉄塔から伸びる送電線の直下には瀬戸中央自動車道があり、垂れ下がった電線が道路上にかかったため、約5時間半にわたって児島I.C.-坂出I.C.間が全面通行止めになった。
四国電力に対しては顧客からの具体的な賠償請求は無かったが、同社が復旧作業に要した被害総額は約19億円に上った。

## 事件の影響
資源エネルギー庁はこの事件を受けて、電力会社11社を対象に緊急調査を実施した結果、鉄塔に対するボルトの抜き取りは全国各地で起こっていたことや、9割の鉄塔にフェンスなどが無く、誰でも立ち入れる状態にあることがわかった。これにより同庁は、各電力会社に対して対策を指示し、各地でボルト接合部分の溶接やコンクリート詰めなどの破壊防止対策が進む。
この事件から5年後の2003年5月14日には五色台電波塔倒壊未遂事件が発生、関連性を視野に入れた捜査が行われたが、この事件も同じく被疑者が検挙される事なく迷宮入りした。

## 捜査

### 初動捜査
香川県警はこの事件を当初、落雷などの「自然災害」と見ていたため、初動捜査が非常に立ち遅れた経緯がある。事件発生直後から現場には復旧作業に追われる四国電力社員らが立ち入っていたり、警察による規制線が張られていなかったため、現場から重要な証拠である抜き取られたボルトを持ち帰った新聞記者もいた。現場に県警の鑑識が入ったのはその後であり、まともな現場保存も出来なかった他、周辺道路における交通検問も事件直後でなかったため有効的に行われなかった。事件発生から3日目の夜、坂出警察署に特別捜査本部が設置されて本格的な捜査が始まる。

### 事件性
警察の捜査によると、鉄塔台座部分のボルト80本のうち76本が何者かによって抜き取られていたことが判明した。外されたボルトは付近の斜面にまとめて捨てられていたことから、倒壊は人為的によるものと断定した。
罪状
- 電気事業法違反罪（2003年2月19日24時時効）
- 威力業務妨害罪（2001年2月19日24時時効）
- 器物損壊罪（同上）
- 往来妨害罪（同上）

特別捜査本部は犯人について、鉄塔がすぐに倒れないようボルトの一部を残すなどしていたため、鉄塔の構造に精通した人物が関与したと見ており、また動機については「四国電力への恨み」と見ている。

### 時効へ
特別捜査本部は実況見分から、複数の工具を使用した複数犯の可能性が高いと見て捜査していたが、目撃証言や物証に乏しく捜査も難航し、全ての罪状が2003年2月20日までに公訴時効を迎え、前日をもって特別捜査本部は解散した。20日に香川県警が行った会見で黒川俊雄刑事部長は、初動の遅れが事件解決の阻害要因となったことを認めた。
その後に起こった五色台電波塔倒壊未遂事件では坂出との関連性が疑われたが、結局両事件とも犯人逮捕や関連性の解明には至らず、迷宮入りした。